# Смирнов, Павел Петрович (генерал-майор)
Павел Петрович Смирнов (1896—1983) — советский хозяйственный деятель, начальник административно-хозяйственного финансового управления (АХФУ) НКГБ — МГБ СССР, генерал-майор.

## Биография
Родился в русской семье крестьянина-середняка. Образование получил в сельской школе села Спас Московской губернии в 1908, также окончил 2 курса вечернего рабфака. Наборщик типографии в Москве с января 1910 до сентября 1913, содержался под арестом в Арбатском арестантском доме за участие в забастовке и демонстрации в Москве с сентября по декабрь 1913. Выслан в административном порядке из Москвы, работал наборщиком частной типографии в Риге с января по май 1914, наборщик типографии Грызунова в Туле с мая 1914 по май 1915, наборщик типографии Сытина в Москве с июня по август 1915. В царской армии рядовой 7-го запасного кавалерийского полка в Тамбове с августа 1916 по май 17, рядовой отдельного стрелкового полка Северного фронта в Двинске и Вендене с мая до декабря. Член совета налоговой комиссии Ярополецкого волостного совета Волоколамского уезда с декабря 1917 до апреля 1918.
В РКП(б) с июля 1918. В РККА военный комиссар Волоколамского военкомата с апреля 1918 по март 1919. В течение весны 1919, с марта по май, находился под арестом в тюрьме в Волоколамске, осуждён на 5 лет условно за превышение власти в ходе подавления «кулацких восстаний в Волоколамском и Гжатском уездах». Командир эскадрона 1-го Воронежского кавалерийского полка 8-й армии Южного фронта с мая по декабрь 1919. На лечении в госпитале № 60 в Воронеже с декабря 1919 по февраль 1920. Военный комиссар уездного военкомата Волоколамска с марта 1920 по сентябрь 1921. Военный комиссар уездного военкомата в Москве с сентября 1921 по октябрь 1923. Затем военный комиссар уездного военкомата в Клину с октября 1923 до мая 1925. Продолжил службу в конвойных войсках столицы, комиссар 1-го конвойного полка с мая 1925 по июль 1926, затем комиссар 1-й конвойной бригады и дивизии до декабря 1929, после чего становится начальником управления снабжения конвойных войск СССР, на этой должности до сентября 1934.
Начальник военно-хозяйственного отдела конвойных войск СССР с сентября 1934 до 1935. Помощник начальника центрального управления торговли, производственно-бытовых предприятий и общепита (ЦТПУ) НКВД СССР с 8 октября 1935 до 28 марта 1936. Заместитель начальника ЦТПО НКВД — Управления государственных резервов при СНК СССР с 28 марта 1936, временно исполняющий должность начальника ЦТПО Управления государственных резервов при СНК СССР до 3 июля 1938. Помощник начальника АХУ НКВД СССР с 3 июля 1938 до 28 февраля 1941, затем заместитель начальника до 13 августа 1941, заместитель начальника ХОЗУ НКВД СССР до 20 января 1943. С 20 января по 7 мая 1943 являлся помощником начальника УНКВД Ульяновской области по неоперативным отделениям. Вернулся на должность начальника АХФУ НКГБ-МГБ СССР 18 мая 1943 и проработал до 3 октября 1946, потом начальник ХОЗУ МГБ СССР до 14 февраля 1952, далее исполнял обязанности начальника АХУ МГБ СССР до 14 марта 1953. После чего уволен 1 сентября 1953 по болезни.
Пенсионер в Москве с сентября 1953 до мая 1956. Референт, временно исполняющий должность начальника отдела предприятия п/я 788 (НИИ-8, ныне Научно-исследовательского и конструкторского института энерготехники имени И. А. Доллежаля) в Москве с мая 1956 по июнь 1961. Военный пенсионер в Москве с июня 1961 до марта 1978, затем персональный пенсионер союзного значения.

### Звания
- рядовой, 1915;
- интендант 2-го ранга, 23.02.1937;
- майор государственной безопасности, 03.12.1941;
- полковник государственной безопасности, 14.02.1943;
- комиссар государственной безопасности, 19.11.1943;
- генерал-майор, 09.07.1945.[4][5]

### Награды
- орден Ленина, 21.02.1945;
- 2 ордена Красного Знамени, 03.11.1944, 25.07.1949;
- 2 ордена Красной Звезды, 20.09.1943, 28.10.1967;
- 6 медалей;
- знак «50 лет пребывания в КПСС», 23.03.1982.